# Чу Ченпинг
Чу Ченпинг (кин: 楚晨平, пинјин. Chǔ Chén-píng; Тајџунг, 23. октобар 1995) тајвански кинески је пливач чија специјалност су трке делфин стилом. 

## Спортска каријера
Први значајнији успех на међународној сцени постигао је на Азијским играма 2018. у Џакарти где је заузео седмо место у финалу штафетне трке на 4×100 мешовито. 
На светским првенствима дебитовао је у корејском Квангџуу 2019. где се такмичио у три дисциплине. У појединачној трци на 100 делфин заузео је укупно 32. место у квалификацијама у конкуренцији 77 пливача. Пливао је и штафетне трке 4×100 мешовито у миксу (24), те 4×100 мешовито (25. место).